# Tuffi ai XXIV Giochi centramericani e caraibici
Le competizioni di tuffi ai XXIV Giochi centramericani e caraibici si sono disputate dal 1º al 6 luglio 2023 presso il Complejo Acuático El Polvorín a San Salvador, in El Salvador.
A causa della sospensione del Comitato Olimpico Guatemalteco del 2022, gli atleti del Guatemala hanno gareggiato sotto la bandiera del Centro Caribe Sports.

## Podi

### Uomini
| Evento                  | Oro                                      | Punteggio | Argento                                           | Punteggio | Bronzo                                            | Punteggio |
| Tuffi individuali       |                                          |           |                                                   |           |                                                   |           |
| Trampolino 1 m          | Sebastián Morales Colombia               | 379.80    | Jonathan Ruvalcaba Rep. Dominicana                | 376.55    | Yolotl Martínez Messico                           | 352.10    |
| Trampolino 3 m          | Diego García Messico                     | 428.10    | Jonathan Ruvalcaba Rep. Dominicana                | 421.60    | Luis Uribe Colombia                               | 416.80    |
| Piattaforma 10 m        | Diego Balleza Messico                    | 436.20    | Sebastián Villa Colombia                          | 413.30    | Carlos Ramos Cuba                                 | 412.70    |
| Tuffi sincronizzati     |                                          |           |                                                   |           |                                                   |           |
| Trampolino 3 m sincro   | Messico Yolotl Martínez Diego García     | 361.86    | Colombia Luis Uribe Daniel Restrepo               | 361.47    | Rep. Dominicana Jonathan Ruvalcaba Frandiel Gómez | 348.00    |
| Piattaforma 10 m sincro | Colombia Leonardo García Sebastián Villa | 366.15    | Rep. Dominicana Jonathan Ruvalcaba Frandiel Gómez | 337.23    | Messico Germán Sánchez Diego Balleza              | 328.95    |

### Donne
| Evento                | Oro                                   | Punteggio | Argento                            | Punteggio | Bronzo                                 | Punteggio |
| Tuffi individuali     |                                       |           |                                    |           |                                        |           |
| Trampolino 1 m        | Diana Pineda Colombia                 | 259.40    | Carolina Mendoza Messico           | 243.80    | Anisley García Cuba                    | 241.65    |
| Trampolino 3 m        | Prisis Randish Cuba                   | 294.60    | Anisley Garcia Cuba                | 279.70    | Elizabeth Perez Venezuela              | 275.40    |
| Piattaforma 10 m      | Anisley Garcia Cuba                   | 297.35    | Viviana Del Angel Messico          | 275.40    | Maycey Vieta Porto Rico                | 272.00    |
| Tuffi sincronizzati   |                                       |           |                                    |           |                                        |           |
| Trampolino 3 m sincro | Colombia Viviana Uribe Daniela Zapata | 254.10    | Cuba Anisley García Prisis Randish | 244.50    | Messico Carolina Mendoza Abril Navarro | 244.14    |

### Misti
| Evento                  | Oro                                     | Punteggio | Argento                          | Punteggio | Bronzo                                  | Punteggio |
| Tuffi sincronizzati     |                                         |           |                                  |           |                                         |           |
| Piattaforma 10 m sincro | Messico Viviana del Ángel Diego Balleza | 307.44    | Cuba Anisley García Carlos Ramos | 268.08    | Porto Rico Maycey Vieta Emanuel Vázquez | 254.40    |

## Medagliere
| Pos.   | Paese           | Oro | Argento | Bronzo | Totale |
| ------ | --------------- | --- | ------- | ------ | ------ |
| 1      | Messico         | 4   | 2       | 3      | 9      |
| 2      | Colombia        | 4   | 2       | 1      | 7      |
| 3      | Cuba            | 2   | 3       | 2      | 7      |
| 4      | Rep. Dominicana | 0   | 3       | 1      | 4      |
| 5      | Porto Rico      | 0   | 0       | 2      | 2      |
| 4      | Venezuela       | 0   | 0       | 1      | 1      |
| Totale | Totale          | 10  | 10      | 10     | 30     |